# Макс Бальтенсбергер
Макс Бальтенсбергер (нім. Max Baltensberger) — швейцарський футболіст, що грав на позиції півзахисника. Відомий за виступами за «Серветт», а також національну збірну Швейцарії.

## Клубна кар'єра
На клубному рівні грав у складі команди «Серветт». Володар Кубка Швейцарії 1928 року.

## Виступи за збірну
В складі національної збірної Швейцарії зіграв один матч в 1928 році. Був учасником футбольного турніру на Олімпійських іграх 1928 року у Амстердамі, де його збірна в першому ж матчі 1/8 фіналу поступилась Німеччині (0:4). Залишився запасним у цьому матчі.

## Титули і досягнення
- Володар Кубка Швейцарії (1):

«Серветт»: 1927-1928